# حرب البيميكان
حرب البيميكان هي سلسلة من المواجهات المسلحة خلال تجارة الفراء في أمريكا الشمالية بين شركة خليج هدسون (إتش بي سي) وشركة الشمال الغربي (إن دبليو سي) في السنوات التي تلت إنشاء مستعمرة النهر الأحمر في عام 1812 من قبل لورد سيلكيرك. وانتهت عام 1821 مع اندماج شركة الشمال الغربي وشركة خليج هدسون معًا.

## الخلفية
في بداية القرن التاسع عشر، حاول توماس دوغلاس، إيرل سيلكيرك الخامس إعادة توطين مواطنيه الإسكتلنديين رجالًا ونساءً في أمريكا الشمالية. بحلول عام 1808، أسس سيلكيرك مستعمرتين، واحدة في جزيرة الأمير إدوارد، والأخرى في بالدون في أونتاريو الغربية، وكان يتطلع إلى إنشاء مستعمرة ثالثة. كان الساحل الشرقي لكندا قد استوطن بالفعل ولم تعد فيه أي مساحات من الأراضي كبيرة بما يكفي لتأسيس مستعمرة، لذلك بحث سيلكيرك عن موقع ذي تربة جيدة ومناخ معتدل في المناطق الداخلية. واكتشف بسرعة منطقة ملائمة لذلك، وكانت تقع ضمن أراضي شركة خليج هدسون. بدأ سيلكيرك عام 1808 بشراء أسهم الشركة بهدف الحصول على الأرض التي يحتاجها. وبسبب المنافسة الشديدة مع شركة الشمال الغربي، انخفض سهم شركة خليج هدسون في هذا الوقت من 250٪ إلى 50٪، فاستطاع شراء حصة أغلبية تساوي 100 ألف جنيه إسترليني (مقارنة بمجموع أسهم شركة خليج هدسون التي تساوي نحو 150 ألف جنيه إسترليني).
في مايو 1811، منحت شركة خليج هدسون لسيلكيرك منطقة مساحتها 116 ألف ميل مربع من أراضي الشركة التي شملت معظم مستجمع مياه النهر الأحمر. واليوم تشترك في هذه المنطقة ساسكاتشوان ومانيتوبا وأونتاريو وداكوتا الشمالية والجنوبية ومينيسوتا. كانت المنطقة مسكونة مسبقًا في ذلك الوقت من قبل العديد من القبائل من الأمريكيين الأصليين والميتي، بالإضافة إلى احتوائها على بؤر استيطانية تعود إلى كل من شركتي الشمال الغربي وخليج هدسون. سيطرت شركة خليج هدسون ومقرها لندن على تجارة الفراء في أمريكا الشمالية لمدة 100 عام، وقد عملت بشكل حصري تقريبًا من مراكزها على طول شواطئ خليج هدسون (مع ذلك فإن عقدهم، الذي منحه تشارلز الثاني في عام 1670 أعطاهم حقوقًا حصرية للتجارة على طول ضفاف أي ممر مائي متصل)، ولكن المنافسة من مختلف تجار مونتريال ولاحقًا من شركة الشمال الغربي في سبعينيات القرن الثامن عشر غيرت هذا. تاجرت شركة الشمال الغربي وغيرها بشكل عام بعيدًا عن مجال شركة خليج هدسون الفعلي، ولكن ضمن أراضيها، وخفف ذلك عبء السفر لمسافات طويلة إلى خليج هدسون للتجارة على سكان تلك المناطق. وبدأت شركة خليج هدسون بالتوسع إلى الأراضي الداخلية لتواكب المنافسة مع شركة الشمال الغربي. وفي عام 1774، قاموا ببناء كمبرلاند هاوس على دلتا نهر ساسكاتشوان وسرعان ما أصبح لديهم مواقع استيطانية تقع في جميع أنحاء الشمال الغربي، بعض المواقع كانت قبالة منافسيهم مباشرة، ما أجج المنافسة بشكل شديد. احتوت منطقة النهر الأحمر أيضًا على مستودعات الإمداد المحورية لشركة الشمال الغربي.

### تجارة البيميكان
على عكس شركة خليج هدسون، التي استوردت معظم مؤنها من إنجلترا، اعتمدت شركة الشمال الغربي بشكل كبير على البيميكان المحلية. كان البيكيمان يُصنع من لحم الجاموس المجفف المحول إلى مسحوق والمخلوط بدهن الجاموس المذاب في أكياس جلدية. ولشراء البيميكان بكميات كافية، تاجرت شركة الشمال الغربي به في العديد من البؤر الاستيطانية في منطقة النهر الأحمر، ونقلته إلى مستودع با دو لا ريفير على بحيرة وينيبيغ، حيث كان يوزع على كتائب قوارب الكانو الشمالية المارة بين فورت ويليام وأثاباسكا، أو نقلها إلى فورت ويليام حيث قُدمت للكتائب المتجهة إلى المناطق الشرقية والجنوبية للشركة. كانت أغلبية البيميكان في شركة الشمال الغربي تُشترى من شعب ميتي المحلي، وبعضه من شعوب الأمم الأولى المحلية والرجال الأحرار.
كان شعب ميتي ينحدر من تجار الفراء الأوروبيين (معظمهم من الكنديين الفرنسيين) وزوجاتهم من السكان الأصليين. بحلول أوائل القرن التاسع عشر، شكل الميتي مجتمعات كبيرة وكانوا يأسسون هويتهم الفريدة. كان يشار إلى مجموعة الميتي المقيمة حول النهر الأحمر باسم بوا بروليه أو «الغابة المحترقة»، والتي كانت ترجمة فرنسية لكلمة أجيبوي التي تعني «رجال الغابات نصف المحترقين» وهو الاسم الذي اكتسبه الميتي لأن بشرتهم كانت أفتح بشكل عام من جلد السكان الأصليين غير المختلطين.
كان مواطنو منطقة النهر الأحمر في المقام الأول من شعب سولتو، ويعرفون اليوم باسم أوجيبوي الشمال أو السهول. كانوا يتاجرون مع شركتي الشمال الغربي وخليج هدسون على حد سواء، وعلى الرغم من المحاولات المتكررة من قبل شركة الشمال الغربي لتحريضهم ضد منافستها شركة خليج هدسون، بقوا محايدين في النزاع بين شركات تجارة الفراء. وكانت منطقة النهر الأحمر أيضًا موطنًا لمجتمع صغير من مهاجري شركة الشمال الغربي المتقاعدين، وأطلق عليهم لقب «الرجال الأحرار» لأنهم كانوا قد أنهوا عقودهم مع الشركة.
كان بيميكان النهر الأحمر مهمًا جدًا لشركة الشمال الغربي. فدونه لم تستطع الشركة إطعام موظفيها بشكل كاف. وأقسم ويليام ماكغليفري في وقت لاحق أمام محكمة قانونية بأن شركة الشمال الغربي لا يمكنها العمل دون البيميكان. رأت شركة الشمال الغربي أن مستعمرة تدعمها شركة خليج هدسون في النهر الأحمر ستكون تهديدًا مباشرًا لوجودهم. فاحتجت في البداية لشركة خليج هدسون بشكل مباشر، وعينت محامين للاعتراض على عقد شركة خليج هدسون، ونشرت مقالات مجهولة في الصحف لثني المستوطنين المحتملين عن الاستيطان هناك من خلال الإشارة إلى مشاق الرحلة، ووعورة الأرض، وذكرت أن المستوطنين سيقتلون جميعًا على يد الهنود. ومع ذلك، على الرغم من جهود شركة الشمال الغربي، فقد بدأ العمل على مستوطنة سيلكيرك.

### مستعمرة سيلكيرك
في يوليو 1811، أبحر مستوطنون إسكتلنديون وأيرلنديون يتألفون من 25 عائلة على متن سفن شركة خليج هدسون وسفن خاصة بقيادة حاكم المستعمرة مايلز ماكدونيل (الذي وصفته الأمم الأولى المحلية لاحقًا بـ «زعيم البستانيين»). هؤلاء المستعمرون الذين لم يتمكنوا من تحمل كلفة رحلتهم إلى شركة خليج هدسون. أحضروا معهم كل ما يحتاجون إليه لبناء المستعمرة، وكذلك الأسلحة لحمايتها من السكان الأصليين والأمريكيين (إذ كانت بريطانيا العظمى والولايات المتحدة على وشك الدخول في الحرب)، فأحضروا 200 مسكيت، و4 مدافع من النحاس الأصفر بوزن 3 أرطال للقطعة، ومدفع هاوتزر، و3 بنادق دوارة بإذن من إدارة المستعمرات البريطانية. في سبتمبر وصل المستوطنون إلى يورك فاكتوري ودخلوا المأوي الشتوية هناك.
بسبب نقص القوارب لنقل مستوطني سيلكيرك وإمداداتهم الكثيرة، أمضوا الربيع وجزءًا من صيف عام 1812 في بناء أربعة قوارب خشبية، وغادروا أخيرًا في منتصف الصيف. وصل المستوطنون في الخريف إلى موقع المستعمرة، الذي يقع عند منحنى في النهر الأحمر على بعد نصف ميل إلى الشمال من تشعب النهر الأحمر ونهر أسينيبوين. بنى المستوطنون حصنًا على طول مجرى صغير جنوب غرب المستعمرة، اسمه فورت دوغلاس تكريمًا للورد سيلكيرك. كان الحصن مخصصًا للمستوطنين وموظفي شركة خليج هدسون، وكان يحوي مخازن الشركة وكذلك منزل الحاكم، وغالبًا ما كان يُشار إليه باسم «دار الحكومة». بدأ المستوطنون ببناء أكواخ ليسكنوها خلال فصل الشتاء، لكن الفصل السابق أجبر العديد منهم على البقاء شتاءً في مراكز شركة خليج هدسون القريبة. ولكن تلك المراكز لم تكن تحتوي على مؤن كافية لأشخاص إضافيين مع المستوطنين، وعلى الرغم من المؤن التي وفرتها شركة خليج هدسون، فقد كادوا يعانون المجاعة. (ص 33)
وصل مستوطنون إضافيون إلى المستعمرة في ربيع عام 1813 وبدأ المستوطنون أخيرًا ببناء منازل مناسبة وزراعة المحاصيل. أمر جون ويلز من شركة خليج هدسون جون بريتشارد بشراء أكبر كمية ممكنة من بيميكان النهر الأحمر. ونجح بريتشارد في شراء ثلث إضافي من الكمية المعتادة.